# Ivan Netuka (matematik)
Ivan Netuka (7. července 1944 Hradec Králové – 14. října 2020) byl český matematik a vysokoškolský pedagog, odborník v matematické analýze, profesor na Matematicko-fyzikální fakultě Univerzity Karlovy (MFF UK) a akademický funkcionář v Akademii věd ČR. Za svou činnost obdržel několik mezinárodních ocenění.

## Životopis
Ivan Netuka vystudoval v letech 1962–1967 obor aplikovaná matematika na MFF UK. Na této škole pak po získání titulu RNDr. začal v 1969 i učit. Od roku 1979 byl docentem a roku 1986 byl na MFF UK jmenován profesorem. Působil také ve funkcích zástupce děkana (1993–1999) a děkana (1999–2005).
Stal se také členem Rady Národního akreditačního úřadu a vědeckých rad několika univerzit. Pracoval i v Grantové agentuře ČR, kde byl v letech 2014–2016 předsedou. Působil ve vysokých akademických funkcích Akademie věd ČR, byl mj. členem prezidia České komise pro udělování vědeckých hodností. Byl také členem odborné poroty pro udílení nejvyšších českých vědeckých ocenění Česká hlava.
Měl dva syny – kardiochirurga Ivana (* 1973) a neurochirurga Davida (* 1976).

## Ocenění
Ivan Netuka byl odborníkem s přednáškovou činností na zahraničních univerzitách a mezinárodních konferencích. Byl členem korespondentem Bavorské akademie věd. Za svou činnost byl vyznamenán Čestnou oborovou medailí B. Bolzana za zásluhy v matematických vědách AV ČR (2004), Stříbrnou i Zlatou pamětní medaili Univerzity Karlovy, v roce 2005 byl ve Francii jmenován Rytířem řádu Akademických palem, a obdržel celou řadu dalších ocenění.